# نام‌های خانوادگی یهودی
یهودیان به صورت تاریخی از نام‌های با ریشه عبری استفاده می‌کردند. در این سیستم پس از نام کوچک پیشوند بن- یا بت- (به معنی پسر یا دختر) و سپس نام پدر استفاده می‌شد. نام‌های خانوادگی دائمی در بین یهودیان سفاردی اسپانیا رایج بود ولیکن این سیستم در بین یهودیان اشکنازی گسترش نیافت؛ ولیکن یهودیان اشکنازی در قرنهای ۱۸ و ۱۹ میلادی مجبور به پذیرش نام‌های خانوادگی آلمانی شدند تا حقوق شهروندی به دست آورند.
با اینکه یهودیان اشکنازی معمولاً دارای نام‌های خانوادگی اروپایی یا عبری مدرن هستند؛ در مراسم مذهبی معمولاً از نام‌های خانوادگی عبری سنتی استفاده می‌کنند. این نامها معمولاً در کنیسه یا در کتوبا مورد استفاده قرار می‌گیرند.

## یهودیان سفاردی و میزراهی
استفاده از نام خانوادگی شایان عینی مقدم در بین یهودیان قرون وسطی رایج نبود. از زمانی که ارتباط یهودیان با بقیه مردم بیشتر شد، استفاده از یک نام خانوادگی به همراه نام «مقدس» که در مراسم مذهبی استفاده می‌شد رایج گردید. این فرهنگ در بین یهودیان سفاردی تا قبل از اخراج از اسپانیا بسیار رایج بود. در بین اشکنازیها که بیشتر از بقیه مردم جدا بودند استفاده از نام خانوادگی تنها از قرن ۱۸ رایج شد.
استفاده از نام خانوادگی در بین یهودیان عربی زبان بسیار رایج بود که این فرهنگ را با خود به اسپانیا و پرتغال بردند. در بین یهودیان اسپانیا نامهایی مانند Abeldano معادل ابن الدنان، Abencabre معادل ابن زبارا، Avinbruch معادل ابن بروج، Hacen معادل حسن یا حازن یافت می‌شود. نام‌های کتاب مقدس معمولاً تغییرات جالبی در یهودیان سفاردی می‌کنند مثلاً اسحاق به صورت Acaz، کوهن به صورت Coffen یا Coffe، یوم-توب به صورت Bondia، زماه به صورت Crescas یا Cresquez می‌شود.
استفاده از نام‌های شهرها و روستاها به عنوان نام خانوادگی در بین یهودیان سفاردی رایج بود. به‌طور مثال نام‌های خانوادگی نظیر اسپینوزا، گروندی، کاوالریا، دو لا توره، دل مونته، لوسادا و ویلا رئال از این نوع هستند.
بسیاری از یهودیانی که به زور مسیحی شدند یا به‌طور خفی یهودی بودند از ترجمه نام‌های عبری به عنوان نام خانوادگی استفاده کردند. مثلاهایم به Vidal و De Vidas، زو به Lobos، شلوم به de Paz، رواه به de la cruz و Espirito Santo تبدیل شد. بسیاری از یهودیان سفاردی به جای پیشوندهای عبری بن- و بت- از ابن- و بنت- عربی استفاده می‌کردند. ابن عزرا یکی از این افراد بود.

## یهودیان اشکنازی
تا قبل از قرن ۱۸ که یهودیان وارد عرصه اجتماعی شوند ارتباط بین یهودی و غیریهودی در اروپا بسیار کم بود. البته استثناهایی در شهرهای بزرگ نظیر پراگ و فرانکفورت وجود داشت که در آن بسیاری از نامها از تابلوی خانه‌ها یا خاندان ربانی گرفته می‌شد. این نامها برای تغییر بسیار آسانتر بودند و مانند نام‌های امروزی رسمی محسوب نمی‌شدند.
روند اعطای نام‌های خانوادگی دائمی به یهودیان از امپراتوری اتریش-مجارستان شروع شد. در ۲۳ ژوئیه ۱۷۸۷ پنج سال بعد از دستور امپراتور جوزف دوم مبنی بر آزادی یهودیان آن‌ها مجبور شدند که نام‌های خانوادگی آلمانی انتخاب کنند. پروسیا نیز کمی بعد اینکار را انجام داد. بعد از اشغال پروسیا توسط ناپلئون، نام‌های خانوادگی برای تمامی شهروندان اجباری شد.

## در فرانسه و انگلستان
در فرانسه استفاده از نام‌های کتاب مقدس بیشتر رایج بود. یهودیان انگلستان نیز که ابتدا فرانسوی صحبت می‌کردند از نام‌های توراتی استفاده می‌کردند و رایجترین نام در بین آنان ایزاک (اسحاق) و بعد از آن جوزف (یوسف) بود.

## در اسرائیل
بسیاری از مهاجران به اسرائیل نام‌های خود را به عبری تغییر دادند تا پایان عصر آواره بودن را نشان دهند. این کار بیشتر در بین یهودیان اشکنازی رایج بود زیرا نام خانوادگی آنان تازه‌تر بود.
بعضی از این افراد نام‌های خانوادگی با تمهای صهیونیستی انتخاب می‌کردند مثلاً بن آمی (فرزند مردمم)، یا بن ارتزی (فرزند کشورم) یا بار ایلان (فرزند درختان). بعضی نام‌های عبری مشابه نام‌های خانوادگی قبلی خود انتخاب کردند مثلاً گلدا میرسوهن به گلدا میر تبدیل شد. دیوید بن گوریون دارای نام خانوادگی گرون بود که نام عبری بن گوریون (به معنی فرزند بچه شیر) را انتخاب کرد.

## بر اساس شغل و پیشه
یکی از منابع اصلی نام‌های خانوادگی شغل و پیشه افراد بود. مثلاً نامهایی نظیر Merchant و Kaufmann به معنی تاجر رایج شدند. نامهایی از این قبیل نیز عبارتند از :Banks (بانکدار)، Brauer, Breyer و Brower (تولیدکننده آبجو)، Spielmann (بازیگر)، Steinschneider (سنگشکن)، Graveur (سنگتراش)، Shoemark (کفشدوز)، Schuster (کفاش)، Schneider, Snyder (خیاط به عبری حیاط یا Hyatt) و Wechsler (صراف).
بعضی نام‌های دیگر دارای یهودی بودن بیشتری بودند نظیر Parnass, Gabbay, Singer, Cantor, Voorsanger, Chazan, Cantarini. بعضی دیگر نیز به مقام فرد در کنیسه اشاره داشتند نظیر Schochet, Shadkun, Moreno, Rabe, Rabinowitz, Rabinovich, Rabinowicz, Rabbinovitz, Benmohel.

## در ایران
بسیاری از یهودیان ایران تا قبل از اجباری شدن نام خانوادگی توسط رضا شاه دارای نام خانوادگی دائم نبودند. از این رو معمولاً از اسامی به صورت سنتی یهودی استفاده کرده و هر شخص با نام پدرش به همراه بار (برای مردان، معادل ابن)(مثلا نیسیم بار سلوماه) یا بت (برای دختران) (به‌طور مثال ساره بت آشر) شناخته می‌شد. یهودیان به صورت کلی در بین شیعیان در شغلهایی مشغول به کار بودند که در میان مسلمانان رایج نبود، مانند: خرده فروشی، رنگرزی، مطربی، آوازخوانی، رقاصی، فروشنده تریاک و مشروبات الکلی. بعضی دیگر در شغلهایی که در بین یهودیان در تمامی دنیا رایج است مشغول به کار بودند. نمونه‌هایی از این شغلها عبارتند از: پزشکی، صرافی، طلافروشی، نقره فروشی و مس فروشی. بعد از اجباری شدن نام خانوادگی بسیاری یهودیان این شغلها را به عنوان نام خانوادگی خود انتخاب کردند. از آن جمله می‌توان به ابریشمی، بلوریان، جواهری، دهقان، فلاح، زرگر، زرگرزاده، زرگران، زرین دست، زرینکوب، جواهریان، گوهری، صراف، صراف زاده، صراف پور، صراف نژاد، بانکی، طلایی، حکاکیان، طلاسازان، عطاریان،عزیزیان، فالگیر، فرش فروش، قصاب، حلیمی، حناساب، کدخدا، کفاش، خاکشوری (خریدار خاک طلا از طلافروشی)، کمانچه کش، لحافدوز، معلم، نجار، نجاریان، پنیریان، پزشکی، پزشک زاده، حکیمی، حکیمزاده، وکیل، پینه‌دوز، روانشناس، شاعر، شوکت (ذبح‌کننده کوشر)، توتونی، ذهابیان (طلافروش) اشاره کرد.
بعضی دیگر از یهودیان نام‌های یهودی را فارسی کردند یا پسوندهای فامیلی قبلی را حذف و از پسوندهای -پور (پسر، معادل بار به زبان عبری)، نژاد و -زاده استفاده نمودند. مثلاً از آن جمله ربیع‌زاده (فرزند ربی (حاخام))، منصورپور ،ربیع پور (پسر ربی (حاخام))، ربیع‌نژاد (از نژاد ربی (حاخام))، حاخام زاده (فرزند حاخام)، حکمی (حاخامی)، دیانی، دیان زاده (فرزند دیان)، دیانپور (پسر دیان)، دیان نژاد (از نژاد دیان)، جناب پور (پسر راس جالوت)بنی یعقوب (فرزند یعقوب (اسرائیل))، بنت یعقوب (دختر یعقوب (اسرائیل))، یعقوب زاده، یعقوب نژاد (از نژاد یعقوب (اسرائیل))، داوود پور (پسر داوود)، داوودزاده (فرزند داوود)، ناتان زاده (فرزند ناتان)، موسی زاده (فرزند موسی)، موسی پور(پسر موسی)، موسی نژاد (از نژاد موسی)، ابراهیم زاده، ابراهیم نژاد، پورابراهیم.
یهودیانی در که کشورهای بین ایران و روسیه مانند ازبکستان، تاجیکستان، گرجستان زندگی میکردند از ترکیب نام‌های فارسی و روسی استفاده میکردند. بسیاری به جای پسوند -زاده و یا -پور از پسوند روسی -وف استفاده میکردند. به‌طور مثال آبراموف (پسر ابراهیم)، شبتایوف (پسر شنبه)، حسیدوف (پسر فرد درستکار)،
بعضی دیگر از نام‌های عبری استفاده کردند مانند، حییم، هارونی، لاویان، لاوی، لوایی، لیویان (به معنی تعلق به قبیله لاویان)، کهن (کوهن)، کهنپور (پسر کوهن)، کهنزاده (فرزند کوهن)، کهن نژاد (از نژاد کوهن)، کهنصدق، دیانی، دیان زاده، دیانپور، موسوی (از تبار موسی).
به دلیل اینکه معمولاً یهودیان در امپراطوری عثمانی که سنی مذهب بود دارای شرایط بسیار بهتری نسبت به ایران بودند بسیاری در تجارت با ترکیه عثمانی بودند. این یهودیان معمولاً نام‌های خانوادگی مرتبط با شغل خود با پسوند ترکی -چی برای خود انتخاب می‌کردند. از آن جمله ساعتچی، طلاچی، نقره چی، مس چی، قلم چی، شالچی، دستمالچی، گیوه چی، چادرچی، قالیچی، فرشچی، پوستچی، عتیقه چی، آیینه چی، جورابچی، پنبه چی، سیمچی، ترمه چی، عرقچی (فروشنده عرق).
در شهرهایی که جمعیت یهودی قابل توجهی وجود داشت بسیاری یهودیان نام آن شهر را به عنوان نام خانوادگی خود انتخاب کردند. ولیکن این نوع نام خانوادگی منحصر به فرد در بین یهودیان نیست و بسیاری جنتیلهای مسلمان نیز از چنین نامهایی استفاده کردند. به‌طور مثال شیرازی، تهرانی، یزدی، اصفهانی، نهاوندی، دماوندی، همدانی، تبریزی، مشهدی، دیلمانی،کاشانی،گلپایگانی، گرجی، شمالی.تویسرکانی
بعضی یهودیان از اسامی اسلامی برای اطلاق به مفهومهای یهودی استفاده می‌کردند. یه عنوان مثال اطلاق سید به فرد کوهن، مهدی برای ماشیاخ یا حاجی برای فردی که زیارت اورشلیم انجام داده باشد.

### لیست اسامی یهودی ایرانی
این نامها توسط افرائیم دردشتی از اطلاعات شخصی و نام‌های استفاده شده در متون یهودی و روزنامه‌های یهودی جمع‌آوری شده‌اند.

### مشاغل
- آشپز
- عطاریان، عطاران - فروشنده ادویه
- عتیقه چی
- آینه سازان
- بنا
- بندانداز
- بوستانی
- چادرچی
- حمامی - مسئول حمام عمومی
- دلال زاده
- زنجیرباف
- فالگیر
- فرشفروش
- قالیچی
- قصاب
- قصابیان
- حاخامزاده
- حاجیها
- حکیم
- حکیمفر
- حلیمی
- حناساب
- جواهری و جواهریان
- جواهرساز
- طلافروش
- جورابچی
- کدخدا
- کفاش، کفاشیان
- خاکشوری، خاکشویی - تمیز کننده خاک طلا در طلافروشی
- صباغ - رنگرز
- کمانچه کش
- کلانتر - رئیس جامعه یهودی
- لحافدوز
- مساچی، مصاچی، فروشنده نان مخصوص عید پسح (بدون مخمر)
- معلم
- ملایی - ربی ، حاخام
- مقدم - رئیس جامعه یهودی
- نجار
- نی‌زن
- استاد
- پنیریان
- پزشک
- پینه‌دوز
- روانشناس
- صراف
- شاعر
- شوفت
- سیم و زر
- شوخت
- سرمه فروش
- طبیبی
- طلاسازان
- توتونچی
- ذهابیان
- زرگری

### نامهای عبری بدون تغییر
- ابیر אביר شوالیه
- عفر עפר خاک
- احدوت אחדות متحد
- احوبیم Ahoubim – אהובים عاشقان
- آریه Aryeh – אריה شیر
- اشکنازی Azhkenazi – אשכנזי اشکنازی
- بعل هنس Baalhaness – בעל הנס معجزه گر
- بخور Bakhour – בחור مردان جوان
- باروخ Baroukh – ברוך برکت داده شده
- بن الیاهو Beneliyahu – בן אליהו پسر الیاهو
- بن هوری Benhuri – בן הורי پسر هور
- بن پورات Benporat – בן פורת پسر پورات
- بن صدیق Bensadigh – בן צדיק پسر زدیک
- بن زیون Bension – בן ציון پسر صیون (صهیون)
- بروخا Beroukha – ברוכה برکت داده شده
- بروخیم Beroukhim – ברוכים برکت داده شده (به صورت جمع)
- داوودی Davidi – דוידי داوودی
- دیانیم Dayanim – דיינים قاضی شرعی یهودی
- الداد אלדד
- الی אלי
- الیشا אלישע
- امانوئل Emanouel – עמנואל خداوند باماست
- امونا Emouna – אמונה ایمان
- گبای – גבאי
- جبریل גבריאל
- گد גד –
- گئولا Geula – גאולה رستگاری
- قدیشه – קדישה
- قدوش Ghadosh – קדוש مقدس
- گویقدوش Goyqadosh – קדוש גוי ملت مقدس
- حی Hai – חי زندگی
- حییم Haim – חיים زندگی
- حلولیا – הללויה
- حلوسیم Halousim – חלוצים Pioneers
- حسید Hassid – חסיד درستکار
- حسیدیم Hassidim – חסידים درستکاران
- حوریم Haverim – חברים دوستان
- هبرون חברון –
- هبرونی Hebroni – חברוני
- هروت Herout – חרות آزادی
- کبود Kabooud – כבוד احترام
- کاشر Kasher – כשר کوشر
- کهنیم Kohanim – כוהנים کاهنان
- کهنقدوش Kohengadosh – כהן קדוש کاهن مقدس
- کهنصدق Kohansedgh – כהן צדק کاهن درستکار
- لاوی Lavi – לביא شیر
- لوی Levi – לוי از قبیله لوی
- لوییم Leviim – לויים
- لیمودیمLimoudim – לימודים مطالعات
- مکابی מכבי – مکابی
- مشیا Mashiah – משיח مسیح
- متانیاهو – מתניהו
- مبوراخ Meborakh – מבורך برکت داده شده
- ملامد Melamed – מלמד معلم
- موره Moreh – מורה معلم
- موشه – משה موسی
- موشل Moshel – מושל حاکم
- نجار Najar – נגר
- نعیم Naiim – נעים دلنشین
- نقی Naqi – נקי پاک
- نسی Nasi – נשיא راس
- نتانلی – נתנאלי
- نوی Navi – נביא پیامبر
- نهاما Nehama – נחמה
- نهورای – נהוראי
- نعمان Neman – נאמן باایمان
- نتصر Netzer – נצר از نسل
- احب Oheb – אוהב عاشق
- احبشلوم Ohebshalom – אוהב שלום عاشق صلح
- احبصیون Ohebsion – אוהב ציון عاشق اورشلیم
- پدوییم – פדואים
- پنهاسی – פנחסי
- پرتیلی – פרתיאלי
- پسخ Pessach – פסח عید پسح
- پورات Pourat – פורת
- راسون Rason – רצון
- روبنی – ראובני
- سپیر (سفیر) Sapir – ספיר
- صراف Saraf – צרף
- ساسون Sasooun – ששון شوق
- سفاردی – ספרדי
- شبتای שבתאי – سیاره کیوان
- شالوم Shalem – שלם کامل
- شلوم Shalom – שלום صلح
- شائول שאול – طالوت
- شمتوب Shemtoob – טוב שם نکونام
- شیمونی – שמעוני
- شوفت Shofet – שופט قاضی
- شوخت Shokhet – שוחט قصاب شرعی
- شموئل שמואל –
- شمرونی Shomroni – שומרוני از سامریه (شمرون)
- شوشنی Shoushani – שושני از شوشان (شوش)
- سیمان Siman – סימן
- سیمانتوب Simantob – סימן טוב
- صیونی Sioni – ציוני صهیونیست
- سوفر Soofer – סופר نویسنده تورات
- سومخ Soomekh – סומך اعتماد
- تلمود – תלמוד
- تفیلین – תפילין
- تقوا Tighva – תיקוה امید
- تیشبی תישבי –
- توب Toub – טוב نیک
- یحید Yahid – יחיד منحصر به فرد
- یدیدصیون Yedidsion – ידיד ציון دوست صهیون
- یرانان Yeranen – ירנן او خواهد خواند
- یروشلیمی Yeroushalmi – ירושלמי اهل اورشلیم
- یودیم Yodim – יודעים دانشمند
- یومتوب Yomtoub – טוב יום نکوروز
- یحازقل – יחזקאל
- ظهیر Zahir – זהיר بادقت
- زروبابل – זרובבלי[۴]